# Лудвиг III Слепи
Лудвиг III, назован Слепи, е крал на Бургундия (887 – 928), крал на Италия (900 – 905) и император на Свещената Римска империя (901/902 - 905).

## Произход и управление
Той е син на Бозон Виенски († 887) от род Бувиниди и жена му Ерменгарда, дъщеря на кайзер Лудвиг II от Супонидите.
След смъртта на баща си, Лудвиг, като непълнолетен наследник, и майка му се кълнат във вярност на крал Карл III и Лудвиг получава от него феоди. През 900 г., Лудвиг става крал на лангобардите, а през февруари 901 г. папа Бенедикт IV го коронова за император на Свещената Римска империя.
През 905 г. Лудвиг става жертва на Беренгар I, който го ослепява и пропъжда от Италия.

## Фамилия
Първи брак: през 900 г. с Анна Византийска (* 886; † преди 914), дъщеря на император Лъв VI Философ; имат един син:
- Карл Константин (* 901; † след януари 962)

Втори брак: през 914 г. с Аделхайд Бургундска, дъщеря на крал Рудолф I Бургундски от Велфите; имат един син:
- Рудолф († след 19 март 929)